# Masahiko Ozaki
Masahiko Ozaki (en japonès: 尾崎雅彦, Tòquio, 5 de febrer de 1958) va ser un ciclista japonès, que s'especialitzà en la pista. Va aconseguir una medalla al Campionat del món de velocitat de Bassano del Grappa 1985, per darrere del seu compatriota Koichi Nakano.